# Niszczyciele eskortowe typu Cannon
Niszczyciele eskortowe typu Cannon – typ amerykańskich niszczycieli eskortowych z okresu II wojny światowej. Spośród zamówionych 116 jednostek ostatecznie do służby weszło 72 okręty. 66 niszczycieli było wykorzystywanych operacyjnie przez US Navy. Sześć okrętów zostało bezpośrednio po ukończeniu przekazanych flocie Wolnych Francuzów, osiem w latach 1944–1945 Brazylii, a dalsze jednostki po zakończeniu wojny marynarkom wojennym 10 państw w ramach programu pomocowego.

## Historia
Niszczyciele eskortowe typu Cannon powstały jako trzeci z kolei typ niszczyciela eskortowego okresu II wojny światowej, rozwinięcie konstrukcji typów Evarts i Buckley, od których różniły się przede wszystkim zastosowaną jednostką napędową. Były budowane w latach 1943–1944 w stoczniach Dravo Corp. w Wilmington, Federal Shipbuilding w Kearny, Norfolk Shipbuilding w Norfolk, Western Pipe and Steel w San Pedro oraz Tampa Shipbuilding w Tampa.
Wchodzące do służby na Atlantyku niszczyciele eskortowe używane były do eskorty konwojów i zwalczania okrętów podwodnych w ramach grup poszukiwawczo–uderzeniowych. Nieco odmiennie, z uwagi na inny charakter działań, wyglądała służba na Pacyfiku, gdzie trafiło 25 okrętów typu Cannon. Były tam wykorzystywane w osłonie konwojów i jako bezpośrednia eskorta lotniskowców eskortowych. Żaden z niszczycieli typu Cannon nie został utracony w wyniku działań wojennych.
Sześć okrętów zostało bezpośrednio ze stoczni przekazanych marynarce wojennej Wolnej Francji, gdzie klasyfikowano je jako typ Sénégalais. W odróżnieniu od jednostek amerykańskich nie posiadały one wyrzutni torpedowych. W latach 1944–1945 osiem niszczycieli, używanych poprzednio przez US Navy, otrzymała marynarka Brazylii. Po wojnie, w ramach programu pomocy logistycznej (ang.: International Logistics Program), część wycofywanych ze służby okrętów zostało przekazanych przez Stany Zjednoczone państwom sojuszniczym. Sześć trafiło do Holandii, po cztery do Grecji i Tajwanu, po trzy do Włoch i Peru, po dwa do Japonii, Korei Południowej i Urugwaju, po jednym do Tajlandii i Filipin. W latach 70. Japonia i Korea Południowa przekazały swoje okręty marynarce Filipin, gdzie jeden z nich, dawny USS „Atherton”, pod nazwą „Rajah Humabon” dotrwał do XXI wieku i w 2009 roku brał udział we wspólnych z okrętami US Navy ćwiczeniach „Balikatan 2009”.
Drugim ocalonym przed złomowaniem niszczycielem typu Cannon jest USS „Slater”, w latach 1951–1992 grecki „Aetos”, później odkupiony i po odrestaurowaniu eksponowany w Nowym Jorku w Intrepid Sea-Air-Space Museum do 1997 roku. Następnie został zacumowany w Albany, w miejscu stałej ekspozycji.

## Konstrukcja
Kadłub niszczycieli eskortowych typu Cannon był oparty na konstrukcji typu Buckley, główna różnica dotyczyła siłowni. Typ Cannon posiadał napęd diesel-elektryczny, składający się z czterech silników wysokoprężnych General Motors o łącznej mocy 6000 shp, napędzających generatory wytwarzające prąd elektryczny dla umieszczonych w tandemie silników elektrycznych. Układ ten miał według projektu zapewniać okrętom prędkość maksymalną 21 węzłów, ale w praktyce nie przekraczała ona 18 węzłów. Zapas paliwa, wynoszący 315 ton, pozwalał niszczycielom typu Cannon przepłynąć 10 800 mil morskich przy prędkości ekonomicznej 12 węzłów.
Uzbrojenie artyleryjskie niszczycieli typu Cannon według projektu składało się z trzech pojedynczych dział kal. 76 mm, jednego podwójnie sprzężonego działka przeciwlotniczego Bofors kal. 40 mm i do ośmiu działek Oerlikon kal. 20 mm. Okręty posiadały jedną potrójną wyrzutnię torped kal. 533 mm oraz broń przeciw okrętom podwodnym: miotacz bomb głębinowych Hedgehog, osiem miotaczy i dwie zrzutnie bomb głębinowych. Na niektórych jednostkach w miejsce demontowanej wyrzutni torpedowej instalowano cztery dodatkowe pojedyncze działka Bofors kal. 40 mm typu armijnego.
Wyposażenie elektroniczne stanowiły radar wykrywania celów nawodnych typu SL, zastępowany później przez nowocześniejszy typu SU, radar kontroli przestrzeni powietrznej typu SA oraz sonar do wykrywania celów podwodnych.